# FC 루앙
풋볼 클뢰브 드 루앙 1899(Football Club de Rouen 1899)는 루앙을 연고지로 하는 프랑스의 축구 클럽이다.

## 선수 명단

### 현역
참고: FIFA 자격 규정에 따라 소속된 국가대표팀 국기를 표시합니다. 선수는 복수의 FIFA 비회원국 국적을 가지고 있을 수 있습니다.
| 번호 | 포지션 | 국적   | 이름          |
| ---- | ------ | ------ | ------------- |
| 17   | MF     | 이라크 | 아마드 앨리   |
| 30   | GK     |        | 레오나르 애군 |

| 번호 | 포지션 | 국적 | 이름 |
| ---- | ------ | ---- | ---- |

## 역대 감독
| 감독            | 임기        |
| --------------- | ----------- |
| 미샤 파비치     | 1977 ~ 1978 |
| 프랑수아 브라시 | 1985 ~ 1986 |